# 尾道市立向島中学校
尾道市立向島中学校（おのみちしりつ むかいしま ちゅうがっこう）は、広島県尾道市に所在する公立の中学校。

## 概要
1925年に向島中学校として開校。通称は島中（しまちゅう）。
校訓は『強く・明るく・正しく・役立つ人に』を掲げる。

## 校風
教育理念として「時を守り、場を清め、礼をただす」 「Be　better」 「自主、自律、責任」などがあり、いずれも生徒に徹底させている。
校則は比較的厳しく、毎月第一水曜日に頭髪検査がある。

## 部活動
生徒はみな何らかの部活に強制的に参加させられる。兼部は原則不可。
運動部は盛んに活動しており、以下の部活がある。
- 野球部
- サッカー部
- ソフトテニス部（男・女）
- バスケットボール部（男・女）
- バレー部（男・女）
- 卓球部（男・女）
- 陸上部（男・女）

文化部は多種多様な部活動が男女協力し活動している。
- 吹奏楽部
- 技・美術工芸部
- 点字部

## 行事
- 職場体験学習　-　6月　市内の様々な営業所で1週間の期間で行われる（2年生）
- 自然体験学習　-　7月　向島町内にあるマリンユースセンターで行われる。現地集合解散。（1年生）
- 体育祭　 -　 9月
- 歌島祭　-　11月　合唱コンクールを主とした文化祭
- 修学旅行　-　2月　2016年から行き先が従来の沖縄から東京に変わった。（2年生）

また、毎年4月下旬に対岸の尾道で行われる港まつり内の「ええじゃんSANNSAがりコンテスト」に参加しており、2013年から2015年にかけて3連覇を成し遂げるなど優秀な成績を残している。